# Фојано ди Вал Форторе
Фојано ди Вал Форторе је насеље у Италији у округу Беневенто, региону Кампанија.
Према процени из 2011. у насељу је живело 1010 становника. Насеље се налази на надморској висини од 520 м.

## Становништво
Према резултатима пописа становништва 2011. у општини је живело 1.477 становника.
| 1951. | 1961. | 1971. | 1981. | 1991. | 2001. | 2011. |
| ----- | ----- | ----- | ----- | ----- | ----- | ----- |
| 2.379 | 2.143 | 1.747 | 1.540 | 1.708 | 1.551 | 1.477 |